# Schloss Braunsberg
Schloss Braunsberg ist eine Höhenburganlage am Rande der Gaulschlucht und das Wahrzeichen der Marktgemeinde Lana in Südtirol.

## Geschichte
Bereits 1082 erscheint ein Bertholdus de Leunon et Brůnsberc in den Urkunden des Klosters Weingarten; die Aufzeichnung ist jedoch als diplomatische Fälschung des späten 13. Jahrhunderts erwiesen und kann daher nicht als Erstnennung gelten. Es ist anzunehmen, dass die Burganlage erst im 13. Jahrhundert von den Herren von Braunsberg als Ministerialen der Grafen von Tirol errichtet wurde; dieses Dienstmannengeschlecht war über 200 Jahre in Besitz des Anwesens. Wie die Brandis, die Lebenberg und die Werrenberg (auf dem Werrenberg, auch Turm zu Völlan genannt) waren sie eine Nachfahrenlinie der Herren von Lana. Um 1300 tritt Isolde von Braunsberg (domina Ysalda de Prounsperg) in den Urkunden hervor; sie war Gattin Hugos I. von Niedertor und ehelichte nach dessen frühen Tod Konrad Maiser. 1361 erlosch das Geschlecht mit Paul von Braunsberg und fiel nach dem Tode seiner Witwe an Randolf von Brandis und Etzlin von Andrian zu gleichen Teilen.
Einer Sage nach stürzte sich 1393 die Schlossherrin Jutta von der Burg aus in die Gaulschlucht, da man sie fälschlicherweise der Untreue gegenüber ihrem (nach Palästina gezogenen) Mann bezichtigte. Von dem Ereignis zeugt ein Votivbild von 1748, das in der Kapelle hängt. Im Jahre 1401 verlieh Herzog Leopold IV. von Habsburg die gesamte Burg als Lehen an Hans Mareyder. Das Geschlecht nannte sich seitdem Mareyder von Braunsberg. Nachdem die Familie Mitte des 15. Jahrhunderts ausgestorben war, wurde Braunsberg vom Landesfürsten eingezogen. Am 9. Februar 1492 gab König Maximilian I. die Burg samt der Herrschaft Ulten für 15000 fl. an die Brüder Jakob V. und Jörg Trapp als Lehen. Im Jahre 1510 soll ein Teil der Burganlage samt Turm in die Gaulschlucht abgestürzt sein. 1925 erfolgte eine Instandsetzung der Burg durch Gottfried Graf Trapp. 1969 kam Braunsberg über den Erbweg an Oswald Graf Strachwitz und 1997 an dessen Sohn Rupert Graf Strachwitz.

## Anlage
Vermutlich umgab die auf der Bergseite errichtete und mit Zinnen versehene Wehrmauer einst die gesamte Anlage. Am Wohnbau befinden sich vermauerte Schwalbenschwanzzinnen. Die Frontmauer der Kapelle ist mit Fresken, so mit dem Wappen von Österreich, Tirol und der Grafen von Trapp bemalt. Die ursprünglich romanische Kapelle ist dem hl. Blasius geweiht und wurde um 1670 durch Vorbau eines Chors vergrößert. Im Innenraum der Kapelle befindet sich ein hölzerner Altar von ca. 1660 mit einem Bild des Hl. Blasius. Die Stühle zieren metallene Adler und Wappen der Trapps. Zur Ausstattung gehören wertvolle Reliquien wie ein silberner Kelch aus dem 13. Jahrhundert.